# Amegilla kaimosica
Amegilla kaimosica là một loài Hymenoptera trong họ Apidae. Loài này được Cockerell mô tả khoa học năm 1946.
Loài này phân bố ở Zimbabwe.